# Mile Smodlaka
Mile Smodlaka, född 1 januari 1976 i Split, är en kroatisk vattenpolospelare. Han ingick i Kroatiens landslag vid olympiska sommarspelen 2000, 2004 och 2008.
Smodlaka gjorde tio mål i Sydney där lagets insats räckte till en sjundeplats. I Aten var Kroatien tia och Smodlaka gjorde nio mål. I Peking nådde laget en något högre placering, sexa, och Smodlakas målsaldo i den turneringen var sju mål.
Smodlaka tog VM-guld i samband med världsmästerskapen i simsport 2007 i Melbourne.